# Калачёв, Борис Петрович

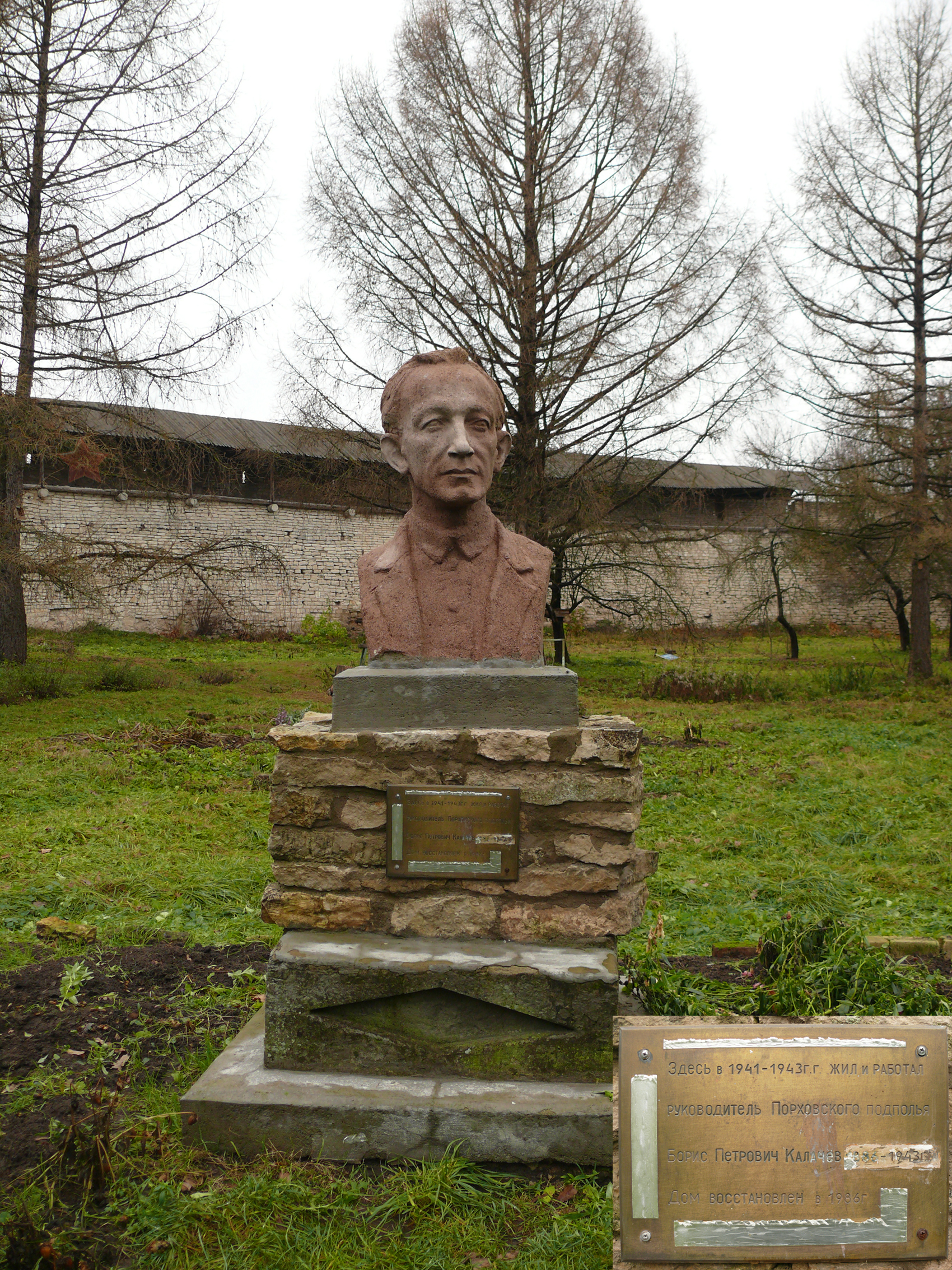
Бюст Б. П. Калачёва в Порховской крепости

Борис Петрович Калачёв (1883, 1886?, 1890? — 1943) — основатель и руководитель подпольной антифашистской организации, действовавшей в городе Порхов Псковской области с июля 1941 по июль 1943 года.
Сведения о времени его рождения разнятся. Различные источники указывают три даты: 1883, 1886, 1890 гг. Окончил Тимирязевскую сельхозакадемию. Три года стажировался в Германии. С 1927 трудился в Порхове. Выполнял обязанности агронома-садовода и был большим энтузиастом своего дела. Благодаря его стараниям за довоенные годы площадь колхозных и совхозных садов в Порховском районе увеличилась в 9 раз. Участвовал во Всесоюзных сельскохозяйственных выставках в 1939 и 1940 годах. Знал три иностранных языка, из них — очень хорошо немецкий. С женой Анастасией Александровной проживал в деревянном доме, стоящем внутри Порховской крепости.

## Подпольная деятельность
10 июля 1941 года Порхов был оккупирован немецкими войсками. Уже в июле Калачёв начал создавать подпольную группу, членами которой стали жители Порхова. К осени группа выросла в крупную разветвлённую организацию, которая охватывала весь Порховский район и взаимодействовала с подпольщиками соседних районов.
Борису Калачёву удалось войти в полное доверие к немецким властям и через это устроить 19 членов порховской группы в оккупационные органы власти. Подполье передавало сведения 2-й и 3-й Ленинградским бригадам. Активно действовало до тех пор (июль 1943 года), пока в организацию не были внедрены провокаторы. Ближайшие помощники Калачёва — В. Н. Ерова, А. Д. Тахватулина, А. Т. Тимофеева, сёстры Екатерина и Евгения Голышевы — были арестованы и заключены в Заполянский концлагерь, там же и казнены. Сам Калачёв после ареста был помещён в гестаповскую тюрьму в Порхове. В ночь перед казнью (31 июля) он покончил с собой.
Как рассказывают работники Порховский крепости : Борис Петрович  , зная , что перед казнью его ожидают новые пытки , и не желая доставить  фрицам  удовольствия от  " нового висельника " , попросил близких принести ему в передаче  ( не станем называть ) растение . Он был действительно выдающимся  учёным ,  аграрием , ботаником . В ночь перед казнью он съел несколько корней этого растения . Фашисты  нашли его на рассвете мертвым и не смогли устроить   " шоу"   казни  партизана ....
Кроме упомянутых, в подпольной антифашистской деятельности принимали активное участие П. Н. Мамыкин, А. В. Миллер, С. И. Бойков, В. В. Троянов и другие.

## Память
- Именем Калачёва названа одна из улиц Порхова.
- Установлены памятные доски: на корпусе релейного завода, выходящем на улицу, где находилась тюрьма — место гибели Калачёва; на восстановленном в Порховской крепости доме, где он проживал. Там же с 1986 года размещается военный музей.
- К 120-летию Б. П. Калачёва рядом с его домом был открыт памятник.